# Kummelby

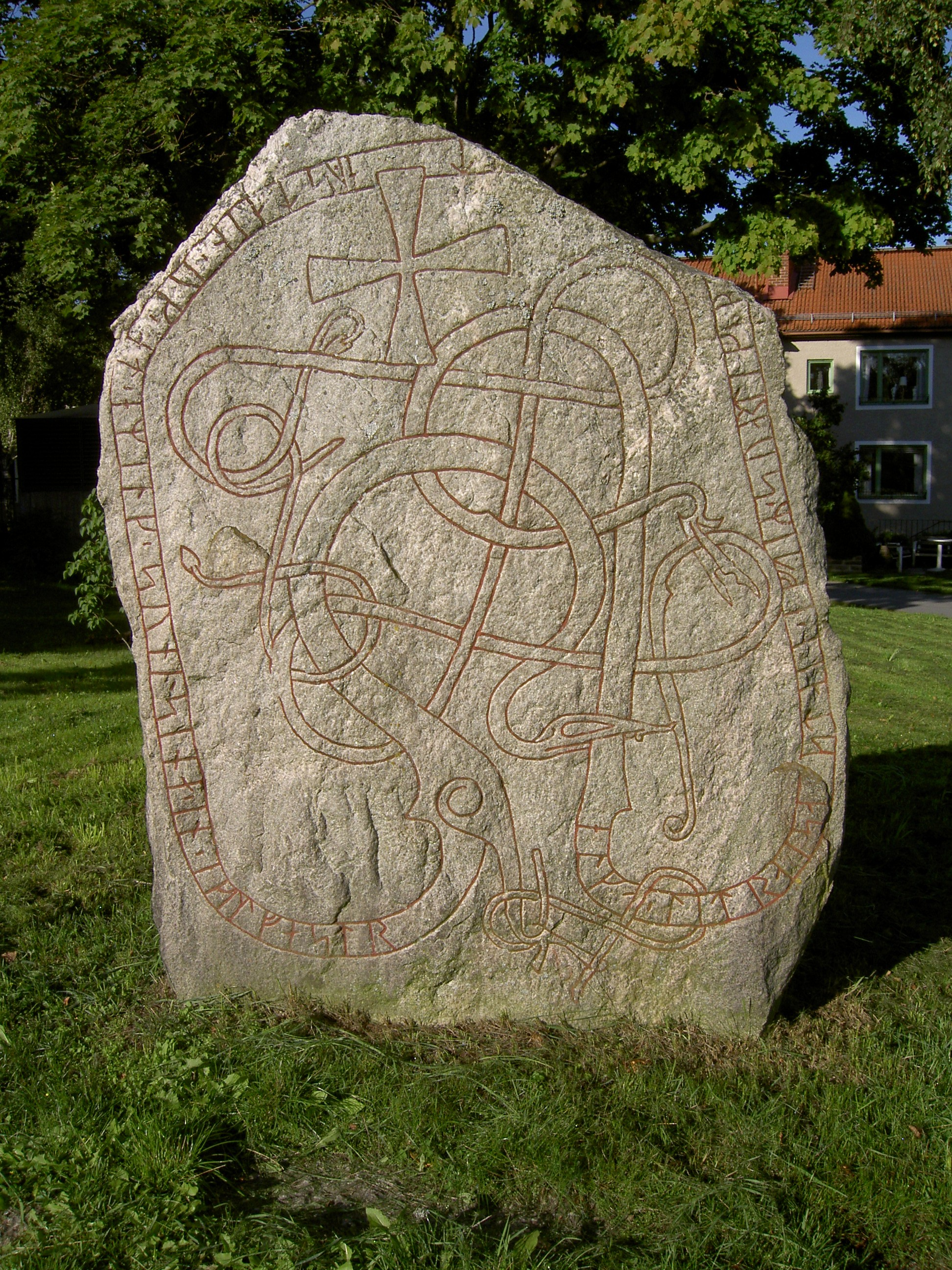
Kummelbystenen

Kummelby är område och tidigare gård i kommundelen Helenelund i Sollentuna kommun, beläget öster om Sollentunavägen och väster om området Edsviken.

## Kummelby gård
Kummelby var en gård redan i förhistorisk tid och på gårdens mark ligger en mängd gravar.  Namnet kommer från ordet kummel som betyder stenröse som markerar en grav. Invid Helenelundsskolan finns ett gravfält med 17 runda låga gravar som är från cirka år 600 till 1000. Utmed Åsgårdsvägen ligger Kummelbyåsens gravfält med en treudd och rektangulära stensättningar. Gravarna tillhör med stor sannolikt dem som bott på Kummelby gård.
Kummelby gård var en förhållandevis stor gård. 1608 skänkte Karl IX gården till sin slottsfogde Erik Jöransson Tegel. Vid en räfst fråndömdes Tegel flera gårdar, bland annat Kummelby. Därefter skänkte Gustav II Adolf gården till finansmannen Erik Larsson von der Linde vars änka sedan sålde gården till Johan Oxenstierna. Johans fars kusin, Gabriel Oxenstierna som höll på att bygga upp Edsbergs gods fick köpa gården 1641. Kummelby gård låg sedan under Edsbergs gods i 200 år. Under 1700-talet låg torp som Alhem, Bergsäter, Eriksberg, Erikslund, Hedvigsdal, Kummelby sjöstuga, Tegelhagen och Helenelund med flera under Kummelby gård.

## Kummelby blir bostadsområde
Gårdens mark köptes upp 1918 och bostadshus började byggas. Avtog för att upphöra under 1930-talet. Kummelby gårds byggnader revs 1953. När husen revs upptäckte man en stor runsten, Kummelbystenen. Kummelby kyrka, som uppfördes 1957, ligger på den gamla gårdens mark, men ligger utanför det moderna området Kummelby. Kyrkan blev för liten och revs för att byggas upp igen i något större format. År 2000 invigdes den nya kyrkan.
Helenlundsskolan kom till stånd 1927. Helenelunds biograf byggdes 1936. När biografen lades ner på 1960-talet flyttade baptistkyrkan in. Helenelundskyrkan, ett samfund inom Evangeliska frikyrkan, finns nu i lokalen. Sollentunas första egentliga flerbostadshus från 1943 ligger i Kummelby utmed Vallarestigen och Anhaltsvägen och kallades kaninburarna. Husen var omdiskuterade på när de var nya.

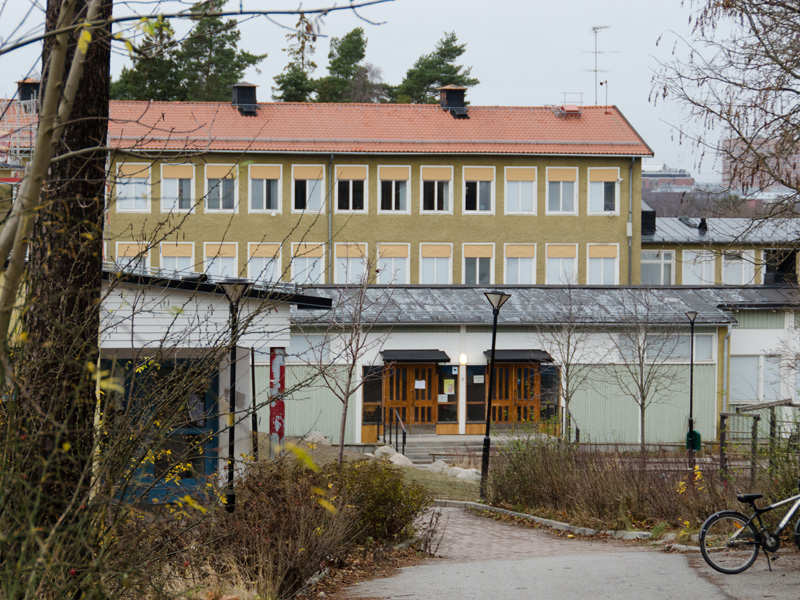
Helenelundsskolan
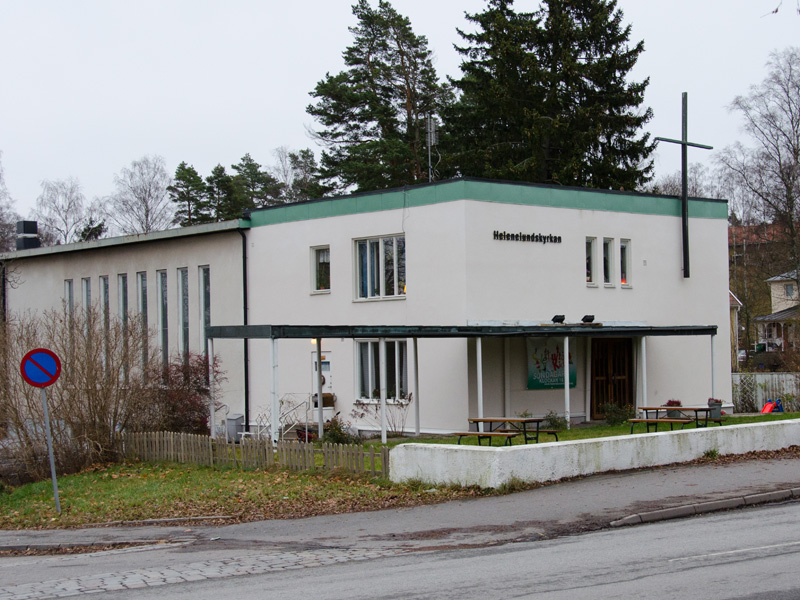
Helenelundsskyrkan
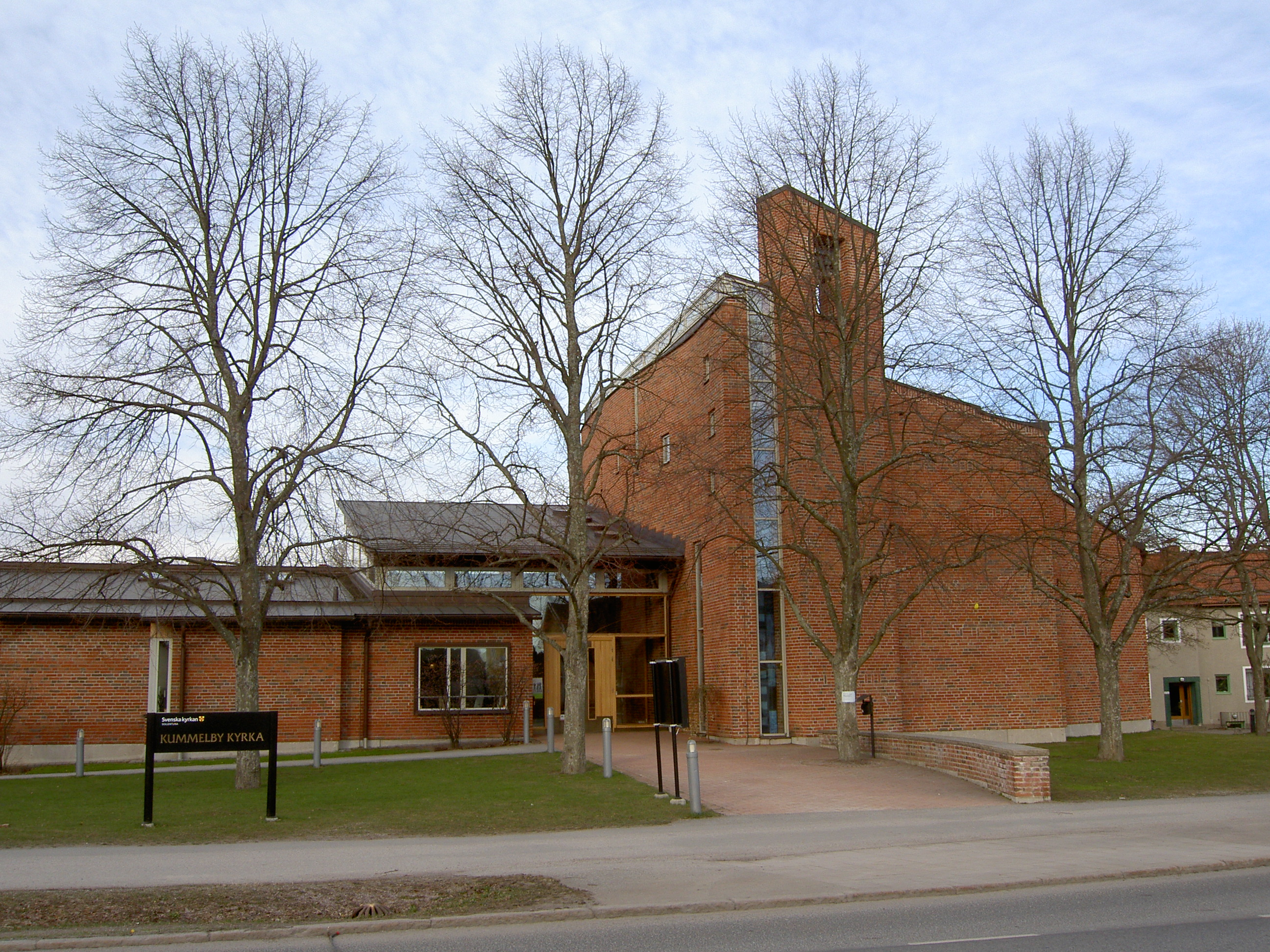
Kummelby kyrka